# Roman Božek
Roman Božek (* 9. listopadu 1963, Tábor) je bývalý český hokejový útočník.

## Kariéra
S hokejem začínal v jihočeské Soběslavi, ve zdejším hokejovém oddílu OLH Spartak Soběslav. V patnácti letech přestoupil do TJ Motor České Budějovice a již o dva roky později se dočkal premiéry v dospělém mužstvu. V Českých Budějovicích strávil 12 sezon. V roce 1989 byl draftován jako číslo 225 týmem Edmonton Oilers. Kvůli tehdejšímu režimu se do zámoří nedostal. I přes novou šanci v následujícím roce se nakonec rozhodl pro Finsko. Po třech letech se vrátil do Českých Budějovic. Ke konci kariéry prošel několika týmy v Rakousku a Německu. V roce 2002 definitivně ukončil aktivní kariéru.
V roce 2019 byl jeho dres vyvěšen na zimním stadionu v Soběslavi. Dalšími hráči, kterým byla dopřána tato pocta, byli Radek Bělohlav a Jiří Lála.

### Působení v týmech
- TJ Motor České Budějovice (1980 – 1990)
  -  ASD Dukla Jihlava (1984 – 1986)
- Ilves (1990)
- SaiPa (1991–1992)
- Karpat (1992–1993)
- HC České Budějovice (1993–1996)
  -  Union EC Wien (1993)
- KLH Jindřichův Hradec (1996–1997)
- HC Karlovy Vary (1996–1997)